# Ronwe

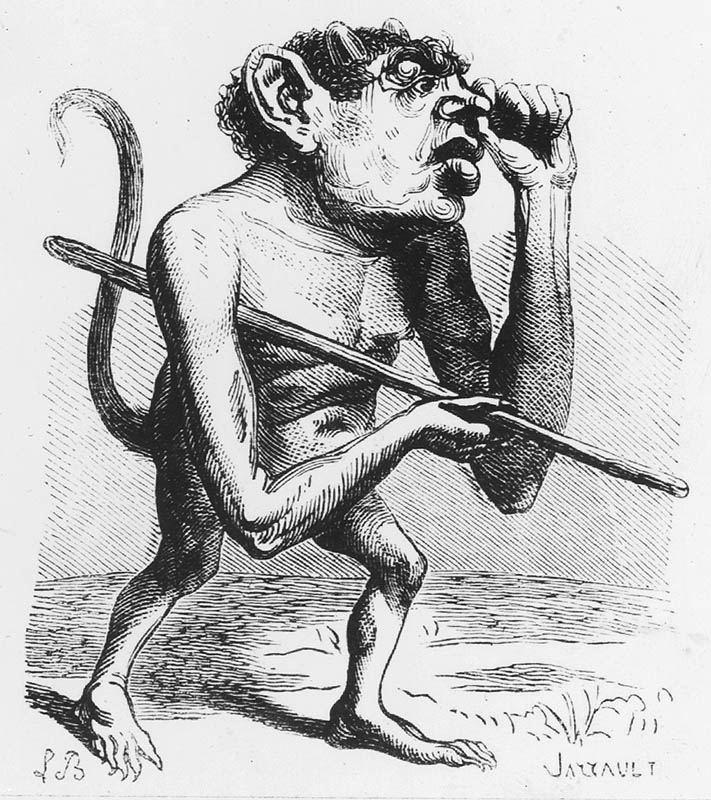
Ronwes im Dictionnaire Infernal

Ronwe, auch Ronove oder Ronové, ist laut Dämonologie ein Graf der Hölle. 
Ihm unterstehen zwölf Legionen Dämonen. Er ist der Helferdämon für Rhetorik, Sprachen und Eloquenz. Er wird beschrieben als Herrscher, der nicht in Erscheinung tritt. Auch als jemand, der begierig nach alten Seelen ist. 

## Quelle
- S. L. MacGregor Mathers, A. Crowley, The Goetia: The Lesser Key of Solomon the King (1904). Neuauflage 1995: ISBN 0-87728-847-X.